# Pseudoacanthocephalus bufonis
Pseudoacanthocephalus bufonis är en hakmaskart som först beskrevs av Arthur Everett Shipley 1903.  Pseudoacanthocephalus bufonis ingår i släktet Pseudoacanthocephalus och familjen Echinorhynchidae. Inga underarter finns listade i Catalogue of Life.